# Extrazonale Vegetation

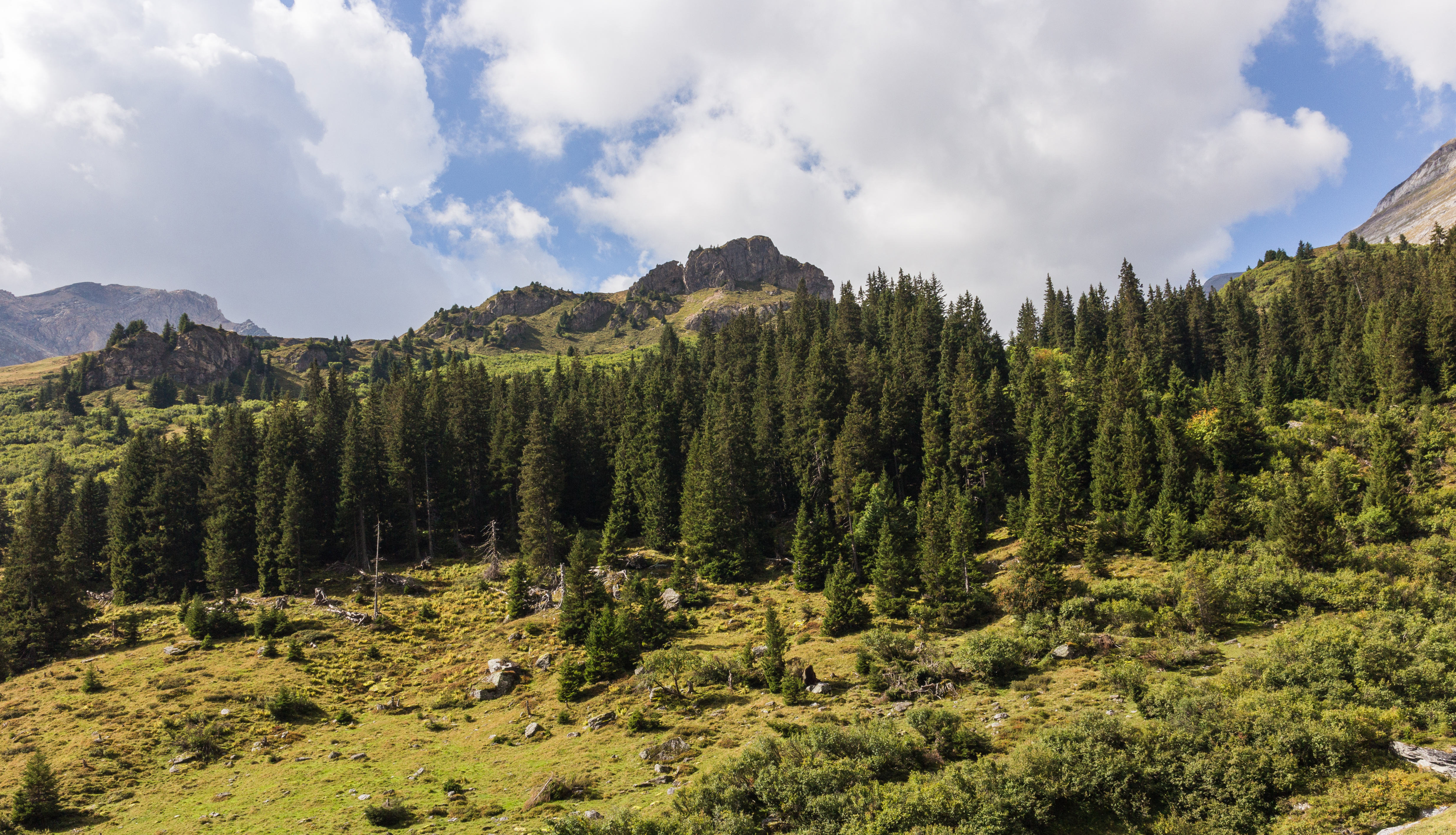
Eine typisch extrazonale Pflanzenformation ist der Gebirgsnadelwald der montanen Höhenstufe in der gemäßigten Zone

Als extrazonale Vegetation bezeichnet man Pflanzenformationen (Vegetationstypen), deren Beschaffenheit sich aufgrund lokaler klimatischer Bedingungen (und davon verursachten weiteren Standortverhältnissen) deutlich von der typischen Vegetation der Klimazone unterscheidet, in der die betrachtete Formation vorkommt. Sie steht demnach im Gegensatz zur zonalen Vegetation, welche meistens ungefähr gürtelförmig um die Erde verläuft.
Betrachtet man nicht nur die Pflanzenwelt, sondern die gesamten Lebensgemeinschaften einer Region (→Biome), wird der Begriffe Orobiom (Gebirgsbiome) verwendet.
Dazu gehören in erster Linie die Höhenstufen der Gebirge (von der kollinen- oder montanen Stufe aufwärts), von hohen Gebirgen abgeschirmte leeseitige Regionen, aber auch sehr große Gewässer und besonders günstige oder ungünstige Hanglagen. So findet man zum Beispiel auf südexponierten Hängen Süddeutschlands Flaumeichen- oder Stieleichenwälder des Mittelmeerraumes oder an wetterverschatteten Osthängen Ostdeutschlands (z. B. Kyffhäuser) Trockenvegetation Osteuropas.
Sind nicht-klimatische Faktoren für die abweichende Artenzusammensetzung verantwortlich, spricht man von azonaler Vegetation.